# Д’Арбуа де Жюбенвиль, Анри
Мари Анри д’Арбуа де Жюбенвиль (фр. Marie Henri d'Arbois de Jubainville; 5 декабря 1827, Нанси, Франция — 26 февраля 1910, Париж) — французский историк, археолог и филолог, специалист по кельтским языкам, древней и средневековой истории Европы.
Учился (1848—1851) в парижской школе Эколь-де-Шарт (École des Chartes, Национальной школы хартий), специализация — «палеограф-архивист». Автор двухтомного исследования «Первые обитатели Европы» (Les Premiers habitants de l’Europe (2nd edition in 2 vols. 1889 and 1894).), выдержавшего несколько изданий. Автор гипотезы о лигурском субстрате. Ему же принадлежит заслуга восстановления по средневековым источникам огамического письма.
Заведовал архивом департамента Об до своего выхода на пенсию в 1880 году.

## Избранная библиография
- «Les armoiries des comtes de Champagne» (1852),
- «Voyage paléographique dans le département de l’Aube» (1855),
- «Essai sur les sceaux des comtes de Champagne» (1856),
- «Histoire des ducs et comtes de Champagne» (1859—1867),
- «Études sur la déclinaison des noms propres dans la langue franque de l'époque mérovingienne» (1870),
- «La déclinaison latine en Gaule à l'époque mérovingienne» (1872),
- «Les premiers habitants de l’Europe» (1877),
- «L’administration des intendants d’après les archives de l’Aube» (1880).

Д’Aрбуа, кроме того, помещал в повременных изданиях статьи о языках и о мифологии кельтов.